# 出雲建
出雲建（いずもたける）は、『古事記』等に伝わる古代日本の人物。『日本書紀』に記載はない。
ヤマトタケル（倭建命/日本武尊）に征伐された出雲の豪族である。

## 記録
『古事記』景行天皇段によれば、倭建命（やまとたけるのみこと）は天皇の命で筑紫の熊曾建（くまそたける）を討伐したのち、帰途に出雲に入った。そしてそこにいる出雲建を殺そうと考え、まず出雲建と親しくなった。倭建命は密かに赤檮（イチイ）の木で木刀を作って偽の佩刀とし、出雲建と肥河（斐伊川）で水浴した際、先に川から上がって出雲建の刀を身に着けて刀の交換を提案した。果たして、遅れて川から上がった出雲建は偽の刀を身につけたが、刀を抜くことが出来ず、倭建命に討たれた。そして倭建命は次の歌を詠んだという。
| 「 | やつめさす 出雲建が 佩ける大刀 黒葛（つづら）多纏（さはま）き さ身無しにあはれ | 」 |

『日本書紀』には出雲建に関する記述はないが、同工異曲の説話として、崇神天皇60年7月条において出雲振根による弟の飯入根の討伐伝承が記される。その中では「八雲立つ　出雲武（いずもたける：飯入根を指す）が　佩ける太刀　黒葛多巻き　さ身なしにあはれ」という同様の歌も載せられる。
そのほか『伊勢国風土記』逸文では、伊勢の国号由来の条において、出雲神の子の「出雲建子命」（別名を伊勢津彦神/天櫛玉命）という神名が見えるが、これを出雲建の子神と解釈する説がある。

## 考証
名称の「イズモタケル」は、ヤマトタケル（倭建）やクマソタケル（熊曾建）と同様に、「（地名）+勇猛な人」の意になる。地方首長を「タケル」とするのは熊襲・出雲のみで、いずれもヤマトタケルに征伐されることから、説話の形成時期のこれら辺境の2地域が、中央から見て「征服されるべき地域」に位置づけられていたとする説がある。